# Federació d'Akhty
La Federació d'Akhty fou una confederació tribal lesguiana.
A la mort de Nadir Xah de Pèrsia el 1747, el control persa al Caucas es va esvair i es van formar diversos kanats i sultanats virtualment independents; els lesguians no obstant no havien tingut mai un estat propi i encara que eren dominants al kanat de Quba i tenien presència en altres, es mantenien de fet independents en les seves petites comunitats rurals. Llavors els lesguians es van unir en societats lliures (Magalim) de les que les úniques a esmentar eren quatre: (Akhty para, Alti-para, Kure i Dokuz-para, que no incloïen els lesguians de Derbent o de Quba. El 1813 el tractat de Gulistan va cedir tota la zona habitada per lesguians a Rússia i el russos van crear llavors un kanat lesguià anomenat Kyurin sota Yusuf Beg, que va subsistir nominalment fins al 1864 (quan va esdevenir el districte de Kyurin); una part dels lesguians va quedar dins el districte de Samur i el districte de Kuban de la província de Bakú.
Durant la guerra murídida els lesguians van donar suport a la rebel·lió. Akhty fou conquerida per tropes russes el 1839 i allí mateix es va fundar la fortalesa de Akhtinskoye. El 1848 la fortalesa fou atacada per les forces de l'imam Xamil. La guerra va acabar el 1859 però el darrer combatent lesguià no va deixar les armes fins al 1877.